# Gazoduc trans-caribéen
Le gazoduc trans-caribéen (également connu sous le nom de pipeline Antonio Ricaurte) est un gazoduc reliant le Venezuela et Colombie, avec une extension prévue vers le Panamá et probablement le Nicaragua.

## Historique
La construction a débuté le 8 juillet 2006 avec la présence des présidents Hugo Chávez du Venezuela, Álvaro Uribe de la Colombie et Martín Torrijos du Panamá. L'inauguration a eu lieu le 12 octobre 2007.

## Description
Le gazoduc mesure 224,4 kilomètres de long et relie Maracaibo dans l'État de Zulia au Venezuela à la réserve de gaz de Puerto Ballena, dans le département de La Guajira, en Colombie. Son utilisation est prévue en deux phases.
Durant la première phase, le gazoduc transporte le gaz naturel de la Colombie vers le Venezuela. Le gaz, fourni par Ecopetrol and Chevron, est utilisé par PDVSA qui l'injecte dans ses réservoirs de pétrole pour en augmenter la production. 
Durant la deuxième phase, qui devrait débuter en 2012, le pipeline inversera et transportera le gaz du Venezuela vers la Colombie, puis vers le Panamá,.
La construction pour la mise en œuvre de la première phase a couté 467 millions de dollars. Sa capacité de transport maximum est de 5 milliards de mètres cubes par an.

## Mise en œuvre
L'opérateur du gazoduc est la compagnie Petróleos de Venezuela.